# Astroblepus supramollis
Astroblepus supramollis és una espècie de peix de la família dels astroblèpids i de l'ordre dels siluriformes.

## Morfologia
Els mascles poden assolir els 8 cm de llargària total.

## Distribució geogràfica
Es troba a Sud-amèrica: conca del riu Marañón.